# Route départementale 1 (Pyrénées-Atlantiques)
Pour les articles homonymes, voir Route départementale 1.
La route départementale 1 ou RD 1 est une ancienne route départementale des Pyrénées-Atlantiques reliant l'A63 (Bayonne) à l'A64 (Briscous). D'une longueur de 11 km et est à 2x2 voies, elle sert de jonction à l'A64 et l'A63 avant d'être intégrée dans la première au milieu des années 2010.

## Historique
Cette route a été initialement construite par le Conseil général des Pyrénées-Atlantiques dans les années 1980 à son initiative et devait dédoubler la nationale 636 (Route de Bayonne à Tarbes par Oloron-Sainte-Marie, devenue entre 1973 et 1980 la route départementale 936) et s'est imposé comme contre-projet aux autres projections de tracés de l'A64 entre Peyrehorade et l'A63 qui furent abandonnés (bien qu'il subsiste comme reliquat la bretelle de Peyrehorade).
Depuis début 2012, la RD 1 ne se raccorde plus à l'A63 mais sur l'Autoroute française A64 qui a absorbé 600 mètres de cet axe avec à la clé la disparition du giratoire de l'échangeur 5.1 au profit d'une vraie bifurcation autoroutière nommée échangeur de Mousserolles. En 2014, le département cède la route à l'État qui en confie la gestion à Vinci Autoroutes, comme l'A64.

## Tracé
La route départementale 1 possédait trois échangeurs.
D'ouest en est :
- Fin de l'A64 E80 (connectée 600 mètres en amont à l'A63 via l'échangeur de Mousserolles) vers Bayonne
- Début de la RD 1-E80
  -  1.1 Mouguerre-Bourg
  -  2 Mouguerre-Elizabery
- Fin de la RD 1-E80
- Début A64 E80 vers Toulouse

## Sources
- Site de l'autoroute A63 (rubrique "télécharger", DUP dans le menu de gauche, dernier document sur le classement de la RD1, 2006, fichier PDF.)
- Différentes DUP de l'A64 définissant le tracé entre Bayonne et Peyrehorade (DUP de 1979, 1985 et 1986)

1. 1 2  Pierre Sabathié, « Pays basque : la route reliant Bayonne et Briscous devient autoroute », sur SudOuest.fr (consulté le 29 novembre 2015)